# Шрамко Борис Андрійович
Бори́с Андрі́йович Шрамко́ (біл. Барыс Шрамко, нар. 17 січня 1921, Гомель — пом. 8 липня 2012, Харків) — радянський та український археолог, професор, доктор історичних наук, заслужений діяч науки і техніки України, заслужений професор Харківського національного університету імені В. Н. Каразіна, почесний громадянин міста Харків.

## Життєпис

### Дитинство та освіта
Майбутній вчений народився у м. Гомелі в 1921 р. у сім'ї залізничника. Через постійні відрядження батька родина постійно переїжджала з місця на місце (Саратов, Хабаровськ, Ленінград  тощо). Через кілька років батьки Бориса Андрійовича переїхали до Харкова, де він закінчив середню школу № 13. Це був один із найважчих періодів його життя. Після того, як у 1937 році було репресовано батька, Борис Андрійович був вимушений піклуватися про матір і трирічну сестру та надавати приватні уроки з німецької мови та історії. 1939 року він став студентом історичного факультету Харківського державного університету. З перших місяців навчання визначивши свій фах і відданість археологічній науці. Першим наставником майбутнього археолога став відомий харківський дослідник і музейник І. М. Луцкевич. Саме він зумів викликати інтерес до вивчення пам'яток археології Слобожанщини. 1940 року Борис Андрійович під його керівництвом брав участь у розкопках кургану, які не вдалося завершити у зв'язку з початком Другої світової війни.

### Воєнні роки
З осені 1941 року Б. А. Шрамко на фронті, де спочатку працював телеграфістом. 1942 року у складі 58-го Гвардійського полку взяв участь у боях на Західному фронті. У 1943 році він закінчив Саратівське артилерійське училище, після чого став командиром гаубичної батареї 69-ї армії Воронезького фронту, 830 артилерійському полку 305-ї стрілецькій дивізій. В 1943 р. в боях під час визволення Харкова, був важко поранений, після лікування в госпіталі знову повернувся на фронт. Разом з лінією фронту Борис Андрійович пройшов Росію, Україну, Австрію, Румунію, Чехословаччину, закінчивши війну в Угорщині старшим лейтенантом. За мужність і героїзм Бориса Андрійовича було нагороджено
- двома орденами «Червоної Зірки» та
- медалями «За бойові заслуги»,
- «За взяття Відня».

Першим орденом «Червоної Зірки» Борис Андрійович був нагороджений в липні 1943 року за те, що
|  | У період боїв в районі с. Шляхове, його взвод під особистим керівництвом працював, так, що команди відкриття вогню виконувалися негайно, в результаті чого було підбито 5 танків, 5 автомашин і розсіяно до 2х рот піхоти противника, незважаючи на обстріл противником вогневої позиції (цитата з нагородного листа). |

### Наукова діяльність у Харківському університеті
У 1946 році після демобілізації Борис Андрійович повернувся до Харкова та поновив навчання на другому курсі історичного факультету Харківського державного університету, який закінчив з відзнакою у 1949 році, пов'язавши з ним, як і з археологією, своє життя. У період з 1948 до 1950 працював лаборантом на кафедрі стародавньої історії та археології. З 1949 до 1952 навчався у аспірантурі на цій же кафедрі під керівництвом С. А. Семенова-Зусера, а після його смерті — Б. М. Гракова. З 1951 року викладач, потім — старший викладач кафедри стародавньої історії та археології (до 1955 року).
Кінець 1940-х—1950-ті рр. — початок самостійних наукових пошуків молодого археолога — дослідника старожитностей скіфської доби та середньовіччя. Зусиллями Бориса Андрійовича було відроджено археологічний музей Харківського університету. Згодом розгорнуті самостійні археологічні розвідки, розкопки, переважно на пам'ятниках скіфської доби Харківської області. За результатами цих досліджень Борис Андрійович 1953 року у Москві захистив кандидатську дисертацію на тему «рос. Памятники скифского времени в бассейне Северского Донца». У період з 1955 до 1966 рр. — доцент кафедри стародавньої та середньовічної історії Харківського державного університету імені О. М. Горького. Вже у 1966 році захистив докторську дисертацію на тему «рос. Хозяйство лесостепных племен Восточной Европы в скифскую эпоху». З 1966 по 1977 рр. — завідувач кафедри історії стародавнього світу та археології. 1967 року отримав звання професора. з 1965 по 1976 рр. обіймав посаду заступника декана з наукової роботи. З 1977 до 2005 рік — професор кафедри історіографії, джерелознавства та археології Харківського національного університету імені В. Н. Каразіна. 1996 року йому першому було присвоєно звання Заслуженого професора Харківського університету. 1997 року — республіканська премія імені Д. Яворницького Всеукраїнського союзу краєзнавців. З 2005 року Борис Андрійович був почесним громадянином міста Харків.

### Внесок у розвиток археології
Борис Андрійович створив Сіверсько-Донецьку та Скіфо-слов'янську археологічні експедиції Харківського університету, які очолював протягом трьох десятиліть. Крім цього також керував польовими роботами, якими були охоплені території Вінницької, Донецької, Київської, Полтавської, Сумської, Черкаської та Чернігівської областей України, Білгородської та Курської областей Росії. Широкомасштабні дослідження проводились на пам'ятниках бронзової доби, предскіфського та скіфського часу, раннього середньовіччя та Київської Русі. З 1961 по 1964 рр зусиллями Сіверсько–Донецької експедицією досліджено Люботинське городище в басейні Сіверського Дінця. Найвизначнішими та найвідомішими є дослідження Більського городища, масштабні розкопки якого почалися у 1958 році зі спільної експедиції ХДУ та МДУ під керівництвом Б. А. Шрамко та Б. М. Гракова. Загалом з 1965 по 1995 р. дослідження Більського городища очолив Б. А. Шрамко. Його експедицією розкрито близько 50 тис. м2 культурних нашарувань на території Східного та Західного укріплень пам'ятника, досліджено чимало курганів його некрополів, проведено масштабні розвідки в окрузі. Спираючись на отримані під час багаторічних розкопок матеріали, вчений довів, що Більське городище можна ототожнювати із геродотовським містом Гелон. Борис Андрійович координував програму досліджень Більського городища за участі археологів Харкова, Полтави, Києва та Гамбурга, планувалося створення історико-культурного археологічного заповідника. Останній було створено у 2006 році.
Першим в Україні розпочав цілеспрямовано використовувати методи природничих наук (петрографії, металографії, палеоботаніки, спектральний та хімічний аналізи тощо) в археології.
Багато років був членом Міжнародного комітету з вивчення стародавньої металургії заліза ЮНЕСКО, співпрацював з Міжнародним комітетом з історії землеробства та землеробських знарядь (Данія).
Автор книг «рос. Древности Северного Донца» (1962) і ст. «Господарство лісостепових племен на території України» (1971), «Розкопки курганів ранньої залізної доби на Харківщині» (1983).
Головними наслідками польових досліджень та наукових пошуків археолога є
- відкриття нової археологічної культури доби пізнього бронзової доби та предскіфського періоду, що отримала назву бондарихінська;

- довів що Більське городище є залишками міста Гелон, про яке розповідав Геродот;
- відкриття нової археологічної культури пізньої бронзової доби і передскіфського періоду, що отримала назву бондарихинської;
- дослідження проблем давньої техніки і витоків найдавнішого орного землеробства, стародавніх дерев'яних рал;
- узагальнення відомостей про пам'ятки всіх епох від палеоліту до часу пізнього середньовіччя басейну Сіверського Дінця у фундаментальній археолого-краєзнавчій монографії «рос. Древности Северского Донца» (Харків, 1962);
- вивчення історії господарства племен Скіфії, насамперед історії рільництва, тваринництва, ремесел, домашніх промислів, торгово-економічних зв'язків різноманітних племен і народів півдня Східної Європи скіфської доби;
- дослідження стародавньої металургії з використанням результатів металографічних, спектральних, хімічних і рентгеноструктурних аналізів, які вчений започаткував в Україні;
- вивчення металургії заліза і ковальської справи у Скіфії з відкриттям використання флюсів місцевими металургами, цементації залізних заготовок;
- відкриття перших у Східній Європі виробів з метеоритного і металургійного заліза, чавуну, найдавніших залізоплавильних горнів;
- дослідження питань технології бронзоливарного та ювелірного виробництв, хімічного складу виробів з кольорових металів Лісостепової Скіфії (в цьому він також був одним з перших в нашій країні);
- вивчення проблематики техніки плетіння, прядіння, ткацтва, шкіряного виробництва доби раннього заліза;
- створення класифікації кривогрядних рал, переліку культурних рослин скіфської доби та ін.,
- дослідження проблеми походження скіфської культури, етногеографії Скіфії;
- вивчення питань ідеологічних уявлень лісостепових землеробських племен ранньої залізної доби, їх соціальної історії;
- закладення основ мистецтвознавчого аналізу витворів керамічної пластики населення скіфського часу Поворскля;
- впровадження у життя охоронних і науково-рятівних археологічних досліджень на об'єктах різних епох під час господарського будівництва на Слобожанщині та Полтавщині за радянської доби.

## Педагогічна діяльність
Педагогічна діяльність Бориса Андрійовича Шрамка була безпосередньо пов'язана з історичним факультетом Харківського університету. Борис Андрійович більше 50 року читав лекції та вів семінарські курси з археології, історії археології, історіографії та інших дисциплін, 45 років керував археологічною практикою студентів історичного факультету. Серед його учнів не тільки фахівці-археологи, історики, а й пересічні викладачі історії загальноосвітніх шкіл, керівники адміністративних та господарських органів та установ, краєзнавці. Також Борис Андрійович є автором навчальних посібників, підручників з історії первісного суспільства, археології ранньої залізної доби Європи, методичних рекомендацій для студентів історичного факультету. Автор близько 300 наукових та науково-популярних робіт. Під його керівництвом було захищено сім кандидатських та дві докторські дисертації.
Зусиллями Бориса Андрійовича відбулося не тільки становлення і розвиток у Харкові провідного в Україні центру вивчення найдавнішого минулого нашої країни, а й фундація власної наукової школи археологів Східної Європи, до якої належать: Б. П. Зайцев, В. І. Кадєєв, А. М. Лєсков, В. К. Міхеєв, О. В. Сухобоков, В. П. Андрієнко, А. О. Моруженко, О. Г. Дяченко, С. І. Берестнєв, Ю. В. Буйнов, Ю. М. Бойко, В. Є. Радзієвська, В. Ю. Мурзін, З. Х. Попандопуло, І. М. Кулатова, А. Є. Кислий, І. Б. Шрамко, С. А. Задніков та ін.

## Громадська діяльність
Не менш плідною була і громадська діяльність вченого. З 1967 року Б. А. Шрамко представляв Україну в ЮНЕСКО, виступаючи членом міжнародних комітетів з вивчення стародавньої металургії заліза, активно співпрацював у Міжнародному комітеті з історії землеробства та землеробських занять в Данії. Протягом двох десятиліть Борис Андрійович був членом Польового комітету Інституту археології НАН України, членом спеціалізованої вченої ради цього інституту із захисту докторських та кандидатських дисертацій, членом редколегії республіканського міжвідомчого збірника наукових праць «Археологія» (1981—1985 рр.), Полтавського наукового журналу «Археологічний літопис Лівобережної України» (1997—2009 рр.), наукового щорічника «Древности» (1994‑2012 рр.).
8 липня 2012 року на 92-му році життя залишив цей світ визначний український археолог Борис Андрійович Шрамко. 

## Праці
- (рос.)Шрамко Б. А., Крепость скифского времени у с. Бельск — город Гелон // Скифский мир. — К., 1975.
- (рос.)Шрамко Б. А., Бельское городище скифской эпохи (город Гелон). — К., 1987. — 182 с.
- (рос.)Шрамко Б. А., Древности Северского Донца. — Харков, ХГУ им. М.Горького, 1962.
- (рос.)Шрамко Б. А., Рождение Харькова: монография / Б. А. Шрамко, В. В. Скирда. — Харьков: Восточно-региональный центр гуманитарно-образовательных инициатив, 2004. — 118 с
- (рос.)Справочник по археологии Украины. Харьковская область. — К.: Наукова думка,1977. — 155 с. (у співавторстві).
- Археологія залізної доби Східної Європи. — Харків, 2000 (у співавторстві).
- Шрамко Б. А., До питання про виробництво заліза у болгаро-аланських племен салтівської культури // BXУ. — 1969. — № 35. — Серія «Історія». — Вип.3. — С.74-81. (у співавторстві).